# Mølmark (Broager)
 For alternative betydninger, se Mølmark. (Se også artikler, som begynder med Mølmark)
Mølmark er en bebyggelse i Broager Sogn syd for Broager i Sønderborg Kommune.

## I populærkulturen
I filminstruktøren Esben Høilund-Carlsens regi var det således, at skete der det mindste i Mølmark, nåede det at blive til noget stort, inden nyheden nåede frem til Broager.
I 1970 lavede Esben Høilund-Carlsen en udsendelse til DR TV om sin fødeby Broager, med titlen ”6310 Broager”. Udsendelsen var et portræt af en dansk provinsby, hvor man mødte mange af Broagers indbyggere. En af de medvirkende, slagtermester Joseph Rasmussen udtalte:
| Citat | Wenn man slæ en skie ( skid ) i Mølmark, æ dæ blæwn tæ æt læs måch ( møg ), ind dæ næ åp tæ Broue Kirk | Citat |
|       | |       |

Da Esben Høilund-Carlsen var instruktør på tv-serien Apotekeren i Broager lod han dyrlæge Gregers Høilund-Carlsen komme med en tilsvarende udtalelse.[kilde mangler] Serien på 6 afsnit var en krimi og blev vist i 1983 på TV Syd, som dengang var et forsøg under Danmarks Radio, på landsdækkende DR i 1985 og genudsendt i 1993 og 2008 på TV Syd.